# Ectaesthesius
Ectaesthesius is een geslacht van kreeftachtigen uit de klasse van de Malacostraca (hogere kreeftachtigen).

## Soort
- Ectaesthesius bifrons Rathbun, 1898